# Jonathan Moseley
Jonathan William Moseley –conocido como Jonny Moseley– (San Juan, Puerto Rico, 27 de agosto de 1975) es un deportista estadounidense que compitió en esquí acrobático, especialista en las pruebas de baches.
Participó en dos Juegos Olímpicos de Invierno, en los años 1998 y 2002, obteniendo una medalla de oro en Nagano 1998, en la prueba de baches.
Ganó una medalla de bronce en el Campeonato Mundial de Esquí Acrobático de 1995.

## Medallero internacional
| Juegos Olímpicos   | Juegos Olímpicos     | Juegos Olímpicos  | Juegos Olímpicos |
| Año                | Lugar                | Medalla           | Competición      |
| ------------------ | -------------------- | ----------------- | ---------------- |
| 1998               | Nagano ( Japón)      | Medalla de oro    | Baches           |
| Campeonato Mundial |                      |                   |                  |
| Año                | Lugar                | Medalla           | Competición      |
| 1995               | La Clusaz ( Francia) | Medalla de bronce | Combinada        |